# Quality Control
Quality Control – drugi album sześcioosobowego hip-hopowego składu Jurassic 5 i pierwszym wydanym w większej wytwórni, Interscope Records. Album pojawił się na sklepowych półkach 20 czerwca 2000 roku.

## Lista utworów
1. "How We Get Along"
2. "The Influence"
3. "Great Expectations"
4. "Quality Intro"
5. "Quality Control"
6. "Contact"
7. "Lausd"
8. "World Of Entertainment (W.O.E. Is Me)"
9. "Monkey Bars"
10. "Jurass Finish First"
11. "Contribution"
12. "Twelve"
13. "The Game"
14. "Improvise"
15. "Swing Set"

- W europejskim wydaniu albumu czternasta ścieżka "Improvise" została zastąpiona innym utworem o nazwie "Concrete and Clay", który posiada taki sam refren jak utwór "Concrete Schoolyard" z ich debiutanckiego albumu, Jurassic 5.